# Vincent van Gogh
Vincent van Gogh (Zundert, 30. ožujka 1853. – Anvers-sur-Oise, 29. srpnja 1890.), nizozemski slikar, grafičar i crtač; postimpresionist koji se smatra jednim od najslavnijih i najutjecajnijih osoba u povijesti umjetnosti Zapada.

## Životopis
Sedam je godina proživio kao namještenik u Haagu, a zatim je poslan u podružnicu Goupila u London (1873. – 76). U toj je trgovini slika dobio ne samo uvid u slikarstvo, već se i sam zainteresirao za slikanje te nastojao postati slikar. Prvi Van Goghovi crteži nastaju pod utjecajem idealista Milleta u Belgiji. 1881. upoznaje se sa slikarom Mauveom, a taj ga poznati slikar bodri, upućuje i prvi mu daje savjete kako bi trebao postupiti likovnim rješavanjima. 
Nakon kratkog boravka u Haagu odlazi u Brabant. U njegovu se likovnom izrazu tada počinje sve više i sve jasnije stavljati značajna crta humanitarne zanesenosti. Gogh se strastveno obraća prikazivanju života seljaka i radnika, koji se pate i muče na svojoj zemlji, da bi joj u svojoj bijedi istrgli nasušni hljeb. U tome razdoblju radi tamne male slike, gotovo sve u crnom. Te su slike blijede, izražajne, a uz to brutalne do karikature. Svi su ti likovi sumorni, i oni nacrtani i oni naslikani. Slikala ih je i crtala svijest osjetljive ćudi, koja je u životu od rana osjećala izolaciju i tjeskobu i redom proživljavala krize. Usred svih tih kriza i protuslovlja odlučuje se Gogh uporno i upravo strastveno za slikarstvo.
Van Gogh čitavo vrijeme strastveno crta kao fanatični autodidakt koji istovremeno i traži i prima savjete sa svih strana. Štoviše, tri mjeseca boravi na akademiji u Antwerpenu, da bi nadoknadio svoje nedostatke u crtanju. No njegova ga je nemirna priroda tjerala u Pariz, kamo ga je zvao brat Théo. Početkom 1886. dolazi u Pariz i postaje đak Cormonov, te u ove četiri godine do smrti Van Gogh doživljuje svoju veliku evoluciju. Već 1887. njegova se paleta radikalno mijenja: prema prijašnjem sumornom načinu čini se ta promjena kao regeneracija. Očituju se značajke arabeske u svježim otvorenim bojama, forma postaje dekorativna uz podcrtani grafizam. Van Gogh traži sintezu u pojednostavljenju. Novi se način Van Goghov ispoljava sve jače i snažnije: isključuju se sjene i svaka modelacija. On primjenjuje čistu otvorenu skalu boja, a oblike konturira tamnom bojom.
1888. izbacuje gotovo sliku za slikom. Uz to su se njegove boje pod mediteranskim nebom zažarile, zasjale i zablistale kao da je u njima iskričavo svjetlo samoga Sunca. Van Gogh slikao je i samo Sunce u punom žaru.
Gauguin je stigao u Arles na poziv van Gogha, da bi se oživotvorio dugogodišnji san mnogih slikara o tome, kako bi se okupili na zajedničkom radu vani u prirodi. Vrlo brzo se pokazalo, da između njih postoje nepremostive suprotnosti: došlo je tako daleko, da je jedne noći u diskusiji Van Gogh u svom neuravnoteženom stanju navalio na Gauguina da ga zakolje. Dostajao je samo jedan Gauguinov pogled, da se Van Gogh osvijesti i da namah sam sebe kazni. Reže britvom vlastito uho i odnosi ga bludnicama u javnu kuću, te pada u težak i bolan grč epileptika. Gauguin odlazi u Pariz, a Van Gogh u psihijatrijsku bolnicu. Svjestan je da je u ludnici, ali između pojedinih nastupa strastveno radi - njegove boje kao da su dobile još više na intenzitetu. Bez predaha slika i crta, grčevito radi. Radi manijakalno, suludo, divlje. Radom nastoji nadbiti i samo ludilo, te svoje krize što se periodički ponavljaju. Kod njega se izmjenjuju časovi lucidnosti s teškim klonućima.
8. svibnja 1889. dolazi u Saint-Rémy-de-Provence u Provansi na bolničko liječenje. Tamo je počeo slikati čemprese i masline, a nastala je još jedna čuvena slika Zvjezdana noć. Svom je bratu Théu napisao: 
Godine 1890. seli se u Auvers-sur-Oise na liječenje kod dr. Paula Gacheta kako bi bio bliže svom bratu. Prvi dojam Van Gogha o dr. Gachetu bio je: "mislim da je bolesniji od mene, ili možemo reći jednako". Dr. Gachet je Van Gogha pretpostavlja se liječio biljkom crvenim naprstkom, s kojom je Van Gogh i naslikao liječnika, a danas se smatra da je ta biljka možda i djelovala na slikarevu percepciju žute boje, s obzirom na to da pacijenti koji se njome liječe vide sve oko sebe žućkasto. Osim toga sumnja se također da su ga mučile shizofrenija i manična depresija, koje također utječu na percepciju stvarnosti i raspoloženje.
Vjerojatno je jedna od posljednjih njegovih slika što ih je naslikao Pšenična polja s vranama ili Žitno polje s gavranima. U 37. godini, 27. srpnja, depresivan, uznemiren, u trenutku paničnog predosjećaja strave pred novim nastupom hvata revolver. U polju kraj puta naslanja se na deblo koje je slikao i okida oružje. Umire nakon dva dana u svom krevetu. Pokopan je u Auvers-sur-Oiseu uz svog brata Théa koji je preminuo 6 mjeseci kasnije.

## Utjecaj
Van Gogh je prethodnik čitavog europskog ekspresionizma po tome, što je strastveno pokušavao izraziti u svojim slikama ono što se ne može izraziti. On je jedan od prvih umjetnika, koji je deformirao prirodni oblik, da bi postigao što jaču i intenzivniju izražajnost. Svaki je njegov autoportret dio njegove autobiografije i u njima se odražava drama njegove životne putanje. Njegov je utjecaj nadasve velik u čitavom svjetskom slikarstvu. Ostavio je velik opus (850 slika i više od 900 crteža i akvarela) razasut po mnogim galerijama Europe i Amerike.

## Van Goghove najskuplje slike
- 30. ožujka 1987. godine slika iz serije Suncokreti prodana je u Londonu japanskoj tvrtki Yasuda Comp. za 24,75 milijuna funti.
- 11. studenoga 1987. g. sliku Irisi kupio je australski biznismen Alan Bond kod Sothebyja u New Yorku za 53,9 milijuna dolara.
- 1. kolovoza 1989. g. sliku Portret poštara Josepha Roulina kupio je muzej MoMA u New Yorku za više od 58 milijuna dolara.
- 15. svibnja 1990. g. sliku Portret Dr. Gacheta kupio je japanski biznismen Ryoei Saito u New Yorku za 82,5 milijuna dolara.
- 1993. godine slika Žitno polje s čempresima prodana je Waltera Annenbergu, američkom izdavaču za 57 milijuna dolara.
- 19. studenoga 1998. g. slika Autoportret umjetnika bez brade (Portrait de l'artiste sans barbe) prodana je i uništena u New Yorku za 71,5 milijuna dolara.

## Vanjske poveznice

### Ostali projekti
|  | Zajednički poslužitelj ima stranicu o temi Vincent van Gogh    |
|  | Zajednički poslužitelj ima još gradiva o temi Vincent van Gogh |

### Muzeji
- Muzej Van Gogh, Amsterdam

### Djela
- Kompletna djela Vincenta van Gogha